# Франклин (Ајова)
Франклин (енгл. Franklin) град је у америчкој савезној држави Ајова. По попису становништва из 2010. у њему је живело 143 становника.

## Демографија
Према попису становништва из 2010. у граду је живело 143 становника, што је 7 (5,1%) становника више него 2000. године.
| Група             | 2000.       | 2010.       |
| Белци             | 133 (97,8%) | 142 (99,3%) |
| Афроамериканци    | 0 (0,0%)    | 0 (0,0%)    |
| Азијати           | 0 (0,0%)    | 0 (0,0%)    |
| Хиспаноамериканци | 3 (2,2%)    | 0 (0,0%)    |
| Укупно            | 136         | 143         |